# Geneviève Clot
Pour les articles homonymes, voir Clot.
Geneviève Clot est une pongiste handisport française née le 29 janvier 1964 à Marseille, évoluant en classe 2 (tétraplégique plus autonome, raquette fixée dans la main).
Elle remporte deux médailles aux Jeux paralympiques d'été de 2004 à Athènes : une médaille d'or par équipes et une médaille d'argent en simple classes 1-2.